# Omar Rodríguez Álvarez
Omar Luis Rodríguez Álvarez (Monterrey, Nuevo León; 15 de agosto de 1975) es un exfutbolista mexicano, que se desempeñaba como lateral por derecha.  
Debutó en la Primera División de México con el Cruz Azul. Es hermano gemelo del también futbolista Johan Rodríguez.

## Trayectoria
Surgido en las fuerzas básicas de Cruz Azul junto con su hermano Johan Rodríguez, ambos hicieron gran carrera en la Noria. 
Desde pequeños se mudaron a la Ciudad de México y comenzaron jugando en una escuela infantil de fútbol del Club América, pero más tarde les llegó la oportunidad de entrar a fuerzas básicas de Cruz Azul, que los llevó a disputar la Copa Mundial de Fútbol Sub-17 de 1991 en Italia. Luego de aquel torneo empezaron a ascender entre las categorías y a disputar algunos interescuadras, hasta su debut en el Invierno 1996. Colaboraron en el campeonato del Invierno 1997, siendo Omar titular durante toda la liguilla y Johan jugando hasta las semifinales contra los Potros de Hierro del Atlante.
En tanto Johan salía del equipo en 1998, Omar permaneció en La Máquina durante cuatro ciclos más, en los que disputó otra final en el Invierno 1999 contra los Tuzos del Pachuca, en la que fue subcampeón. Formó parte de la plantilla que logró el Subcampeonato de la Copa Libertadores 2001, al caer en la Final ante Boca Juniors, aunque una lesión lo alejó del partido final. 
De cara al Verano 2002 fue fichado por Morelia; con el cuadro Purépecha disputó su tercera final de Liga, en la que se quedaría nuevamente con el subcampeonato. En diciembre del 2002 firmó con las Chivas Rayadas del Guadalajara como gran refuerzo, sin embargo el rendimiento no fue tan sobresaliente como se esperaba y tras el Apertura 2003, fue vendido a los Jaguares de Chiapas donde, luego de cinco torneos, Omar tuvo que reclamar su contrato ante la Federación Mexicana por un problema con la directiva de Jaguares y eso lo obligó al retiro.

### Clubes
| Club                | País                | Año       | Partidos | Goles |
| ------------------- | ------------------- | --------- | -------- | ----- |
| Cruz Azul           | México              | 1996-2001 | 182      | 5     |
| Morelia             | México              | 2002      | 48       | 2     |
| Guadalajara         | México              | 2003      | 33       | 1     |
| Jaguares de Chiapas | México              | 2004-2006 | 51       | 1     |
| Total en su carrera | Total en su carrera | 1996-2006 | 314      | 9     |

## Selección nacional de México
Sub-17
| Mundial                               | Sede   | Resultado    |
| ------------------------------------- | ------ | ------------ |
| Copa Mundial de Fútbol Sub-17 de 1991 | Italia | Primera fase |

## Vida privada
Como buenos gemelos tienen varias anécdotas de confusión, desde la educación primaria en la que tuvieron que separarlos para evitarles problemas hasta el fútbol profesional, cuando trataron de expulsar a uno de ellos por segunda amarilla, cuando en realidad su gemelo se había ganado la anterior.
Durante algún tiempo, los hermanos estuvieron saliendo con artistas famosas de la televisión nacional, mientras que Johan congenió con Chantal Andere, Omar sostuvo una relación con Betty Monroe.

## Estadísticas

### Clubes
| Cruz Azul · México |               |               |     |    |    |    |    |     |     |   |
| 1ª | 1996-97       | 17            | 0   | 5  | 0  | 4  | 0  | 26  | 0   |   |
| 1ª | 1997-98       | 38            | 0   | -  | -  | 3  | 0  | 41  | 0   |   |
| 1ª | 1998-99       | 31            | 0   | 1  | 0  | 1  | 0  | 33  | 0   |   |
| 1ª | 1999-00       | 32            | 3   | 4  | 0  | -  | -  | 36  | 3   |   |
| 1ª | 2000-01       | 21            | 2   | 2  | 0  | 11 | 0  | 34  | 2   |   |
| 1ª | 2001          | 10            | 0   | 2  | 0  | -  | -  | 12  | 0   |   |
| Total club | Total club    | 149           | 5   | 14 | 0  | 19 | 0  | 182 | 5   |   |
| Monarcas Morelia · México |               |               |     |    |    |    |    |     |     |   |
| 1ª | 2002          | 17            | 0   | 3  | 0  | 10 | 0  | 30  | 0   |   |
| 1ª | 2002          | 13            | 1   | -  | -  | 5  | 1  | 18  | 2   |   |
| Total club | Total club    | 30            | 1   | 3  | 0  | 15 | 1  | 48  | 2   |   |
| Guadalajara · México |               |               |     |    |    |    |    |     |     |   |
| 1ª | 2003          | 21            | 1   | -  | -  | -  | -  | 32  | 1   |   |
| 1ª | 2003          | 12            | 0   | -  | -  | -  | -  | 10  | 0   |   |
| Total club | Total club    | 33            | 1   | -  | -  | -  | -  | 33  | 1   |   |
| Jaguares de Chiapas · México |               |               |     |    |    |    |    |     |     |   |
| 1ª | 2004          | 16            | 1   | -  | -  | -  | -  | 17  | 0   |   |
| 1ª | 2004-05       | 25            | 0   | 4  | 0  | -  | -  | 29  | 0   |   |
| 1ª | 2005-06       | 6             | 0   | -  | -  | -  | -  | 6   | 0   |   |
| Total club | Total club    | 47            | 1   | 4  | 0  | -  | -  | 51  | 1   |   |
| Total carrera | Total carrera | Total carrera | 259 | 8  | 21 | 0  | 34 | 1   | 314 | 9 |
| (1)Incluye datos de la Copa México, Pre Pre Libertadores (1998, 1999, 2000 y 2001) e InterLiga (2004 y 2005). (2)Incluye datos de la Copa de Campeones de la Concacaf (1996, 1997, 1998 y 2002), Copa Libertadores (2001 y 2002). |               |               |     |    |    |    |    |     |     |   |

## Palmarés
Campeonatos nacionales
| Título              | Club      | País   |
| ------------------- | --------- | ------ |
| Copa México 1996-97 | Cruz Azul | México |
| Invierno 1997       | Cruz Azul | México |

Campeonatos internacionales
| Título                                | Club      | País           |
| ------------------------------------- | --------- | -------------- |
| Copa de Campeones de la Concacaf 1996 | Cruz Azul | Guatemala      |
| Copa de Campeones de la Concacaf 1997 | Cruz Azul | Estados Unidos |

Otros campeonatos
| Título                     | Club      | País   |
| -------------------------- | --------- | ------ |
| Pre Pre Libertadores 2000  | Cruz Azul | México |
| Copa Pre Libertadores 2000 | Cruz Azul | México |